# Шевченко, Виктор Степанович
Виктор Степанович Шевченко (род. 15 июля 1941 года) — генеральный директор ОАО Ижорские заводы.

## Биография
Виктор Степанович Шевченко родился 15 июля 1941 г. в городе Мелитополе Украинской ССР; окончил Северо-Западный заочный политехнический институт.
Окончил Северо-Западный заочный политехнический институт в 1969 г.
Трудовую деятельность начал в 1958 г. слесарем инструментальщиком на Запорожском станкостроительном заводе; служил в Советской Армии;
1963—1967 — Ижорский завод, слесарь-инструментальщик.
1967—1975 — Ижорский завод, мастер, сварший мастер, заместитель начальника цеха.
1975—1979 — ПО Ижорский завод, начальник цеха.
1979—1981 — ПО Ижорский завод, заместитель главного технолога, заместитель начальника отдела.
1981—1982 — ПО Ижорский завод, директор производства энергомашиностроения.
1982—1987 — ПО Ижорский завод, заместитель генерального директора по производству.
1987—1998 — ПО Турбостроение — Ленинградский Металлический завод", генеральный директор.
1998—1998 — АООТ Энергомашкорпорация, заместитель генерального директора.
1998—2004 — ОАО Ленинградский металлический завод, генеральный директор, председатель Управляющего совета, исполнительный директор.
2004—2005 — ОАО Силовые машины, директор по промышленной интеграции.
2008—2010 — заместитель генерального директора ОАО ОМЗ, генеральный директор ОАО Ижорские заводы.
Виктор Степанович по продолжительности руководства Металлическим заводом занимает второе место после Оттона Креля, который возглавлял предприятие 25 лет. У Шевченко директорский стаж 16 лет с 1987 по 2004 годы.
Заместитель генерального директора по оборудованию АЭС ОАО ОМЗ, генеральный директор ОАО Ижорские заводы Виктор Шевченко в 2010 году ушел на заслуженный отдых.
Женат на Шевченко Ирине Васильевне, имеет двух сыновей: Олег Викторович Шевченко и Максим Викторович Шевченко, пятерых внуков.
Виктор Степанович увлекается охотой, спортом, театром, рыбалкой, болеет за футбольный клуб «Зенит».

## Награды
Работа Виктора Шевченко в энергомашиностроительной отрасли отмечена наградами:
Ордена Трудового Красного Знамени, Знак почета
Медалью ордена За заслуги перед Отечеством второй степени.
Он вошел в число 100 лучших, по версии газеты Деловой Петербург, топ-менеджеров Санкт-Петербурга и Ленинградской области по итогам 2008 года.